# Naure
Naure är en sjö i Arvidsjaurs kommun i Lappland och ingår i Byskeälvens huvudavrinningsområde. Naure ligger i Byskeälven Natura 2000-område.